# Dysstroma longula
Dysstroma longula är en fjärilsart som beskrevs av George Duryea Hulst 1898. Dysstroma longula ingår i släktet Dysstroma och familjen mätare. Inga underarter finns listade i Catalogue of Life.